# Шамгона
Шамгона (груз. შამგონა) — село в Грузии. Находится в Зугдидском муниципалитете края Самегрело-Верхняя Сванетия на Одишской низменности. Село расположено на острове между течениями рек Ингури и Рухисцкали. Это единственный остров на реке Ингури, который образовался в XVII веке после мощного наводнения как полуостров. Ранее на нём в изобилии росли леса и бесплодные виноградники, которые называли «шамгу», отчего село и обрело нынешнее название.
Шамгона граничит с сёлами Тагилони и Сида Гальского района. Первым жителем села был некто Миджвариа. В селе была церковь XVII века, которая также была разрушена наводнением. На данный момент в селе построена новая православная церковь.
По данным переписи 2014 года в деревне проживало 1605 человека., из них большинство грузины (мегрелы). Население края исповедует православие и являются прихожанами Зугдидский и Цаишской епархии Грузинской Православной Церкви. Основной источник дохода населения — сельское хозяйство (орехи).